# Cajuri
Cajuri là một đô thị thuộc bang Minas Gerais, Brasil. Đô thị này có diện tích 83,365 km², dân số năm 2007 là 4015 người, mật độ 54,4 người/km².